# 伊二百一型潜水艦
伊二百一型潜水艦（いにひゃくいちがたせんすいかん）は、大日本帝国海軍の潜水艦の艦級。潜高型（せんたかがた）、もしくは潜高大型（せんたかだいがた）とも呼ばれる。潜高とは水中高速潜水艦の略。連合国の対潜水艦戦闘 (ASW) 能力向上にともなう日本潜水艦の被害拡大に対処するため水中速力を重視した型である。

## 概要
1938年に建造され1941年まで試験された水中高速実験潜水艦第71号艦や甲標的などの開発経験を元に
1943-44年のマル戦計画により太平洋戦争末期に建造された潜水艦。潜航時の船体抵抗を抑えた設計、ドイツより技術導入した溶接に適した高張力鋼St52による全溶接船体構造
、そして建造期間短縮と大量建造に適するブロック建造を取り入れ毎月1隻の完成を目標としていた。23隻が計画され、8隻が起工、1945年(昭和20年)3隻が就役したが、実戦に投入されることなく終戦を迎えた。水中高速航走時の安定性や故障の多い主機関、多量に搭載された蓄電池の整備性・信頼性等が未解決のままであった。終戦後は2隻がアメリカに運ばれ調査の対象となった。また、後に建造されるおやしおの設計に影響を与えたといわれている。

## 特徴

伊201型の構造の概要

基本計画番号はS563。水中高速航走性能の追求のため、極力の抵抗低減がなされた。船体や艦橋は流線化設計され、外舷で使用する機器や儀装装備などの突起物は起倒式にする、もしくは簡素化が図られた。上構の注水孔やアンカーレセスなどにも整流板を設け、船体下部のビルジキールは廃止された。砲の搭載はせず、艦橋前後の25mm単装機銃は潜航中には格納スペースに収容された。
主機は第五十一号型駆潜艇に採用されていたマ式ディーゼルを潜水艦用にしたもの(1375馬力)を2機搭載、電動機は4機の特E型電動機(1250馬力)を1軸につき2機を直結した2軸推進を採用した。
巡航用小型電動機は搭載しておらず、代わりに大出力電動機（1250馬力×4）と推進器の間に減速装置を設け、推進器回転数を調整することにより推進効率向上や水中航走時の蓄電池の電力節減を図るよう計画していた。しかしながら、減速装置については騒音問題を解決できなかったことから設置は見送られ、推進器と電動機は直結とされた。
日本の潜水艦としては最初にブロック建造方式を取り入れた全溶接船体構造を採用した潜水艦である。船体は甲標的や第71号艦の経験を生かし単殻構造となり予備浮力は最低限の12％とされた。そのため急速潜航時間は30秒とされた。

### 問題点
1943年10月当初、軍令部の要求により水中速力25ノットを予定していた。しかしながら減速ギアの騒音問題が解決できず電動機直結としたこと、また当時の水中高速航走時の動的安定性の問題には未知な分野が多かったこと、さらに後に艦橋上に水中充電装置（シュノーケル）や対水上用の22号電探などの水中抵抗を増す装備が追加された事もあり、計画水中速力は20ノットと引き下げられ、最終的には計画水中速力19ノットに変更された。完成後の水中速力試験では速力19ノットを記録したが、実際の運用においては主機の故障、前述の水中高速航走での安定性の問題もあり、欠陥改善のために改造を行った後の速力は17ノット程度であったされる。しかしながらそれでも、戦後建造された海上自衛隊の初期の潜水艦よりも高速である。ちなみに実験艦を除いた戦後の通常動力型潜水艦においても、25ノットの水中速度に到達した例は無い。
また計画では急速潜航時間は30秒とされていたが、伊202の艦長だった今井賢二によれば「当初『ベント開け』から全没まで110秒、負浮力タンクを使用しても90秒かかってしまった」といい、上部構造物の注水不良から起こる潜航秒過大という欠陥を抱えていた。欠陥改善の改造後も70秒を切れなかったため、後に伊202は耐圧タンクを2個増設することとなり、最終的に40秒を切ったという。
蓄電池には甲標的に使用されていた特D型2,088個を搭載したが耐久性や寿命の問題、また整備に非常に手間がかかったと言われ、伊202では電池火災を起こしている。また主機の出力が電動機や蓄電池の容量に比べて小さく、補助発電機も搭載していないため充電能力は不足していたとされる。そのため伊207からは基本計画番号をS56Bと改め蓄電池を一号三三型480個に変更し、巡航用電動機を装備することにより水中航続性能の向上が図られる予定であったが伊207は完成せず実施されていない。
他にも計画乗員31名であったが実際には50名程度の乗員が必要であった。この為、従来の伊号潜水艦では狭くとも「一人につき一つの寝台」が確保されていたところを、「二、三人で一つの寝台を使い回す」ことになった。
本型は設計面や性能面、運用面に数々の問題を抱えながらも戦力化が図られたが、完全な解決を行えないまま終戦時を迎えた。戦後に本型を接収したアメリカ海軍も設計上の問題点を認識しており、「危険極まりない潜水艦である」という評価を下したという。

## 同型艦
- 伊号第二百一潜水艦 （第4501号艦）
  - 1945年2月2日竣工（呉海軍工廠）。終戦時舞鶴で残存。
- 伊号第二百二潜水艦 （第4502号艦）
  - 1945年2月14日竣工（呉海軍工廠）。終戦時舞鶴で修理中。
- 伊号第二百三潜水艦 （第4503号艦）
  - 1945年6月25日竣工（呉海軍工廠）。終戦時呉で残存。
- 伊号第二百四潜水艦 （第4504号艦）
  - 1944年8月1日呉海軍工廠で起工、12月16日進水。1945年6月22日工程90%で爆撃により沈没。1948年解体
- 伊号第二百五潜水艦 （第4505号艦）
  - 1944年9月4日呉海軍工廠で起工、1945年2月15日進水。7月28日工程80%で爆撃により沈没。1948年解体
- 伊号第二百六潜水艦 （第4506号艦）
  - 1944年10月27日呉海軍工廠で起工、1945年3月26日進水。工程85%で工事中止。1946年解体
- 伊号第二百七潜水艦 （第4507号艦）
  - 1944年12月27日呉海軍工廠で起工、工程20%で工事中止。1946年解体
- 伊号第二百八潜水艦 （第4508号艦）
  - 1945年2月17日呉海軍工廠で起工、工程45%（もしくは5%）で工事中止。1946年解体
- 第4509号艦～第4523号艦
  - 未起工